# Telamona compacta
Telamona compacta är en insektsart som beskrevs av Ball. Telamona compacta ingår i släktet Telamona och familjen hornstritar. Inga underarter finns listade i Catalogue of Life.